# 2020년 하계 올림픽 베트남 선수단
올림픽에서의 베트남은 2021년 7월 23일부터 8월 8일까지 일본 도쿄에서 열린 제32회 하계 올림픽에 참가했다. 원래 7월 24일부터 8월 9일까지 진행하기로 되어 있었지만, 코로나19 범유행의 여파로 7월 23일부터 8월 8일까지 참가하는 것으로 일정이 변경되었다.
베트남 선수단들이 참가한 2020년 하계 올림픽은 10번째 올림픽 참가이다. 이중 6번의 참가는 베트남과 남베트남의 깃발 아래 참가하였다. 2004년 하계 올림픽 이후, 처음으로 메달을 받지 못하고 올림픽을 종료하게 되었다.

## 출전 선수
| 종목     | 남자 | 여자 | 전체 |
| -------- | ---- | ---- | ---- |
| 양궁     | 1    | 1    | 2    |
| 육상     | 0    | 1    | 1    |
| 배드민턴 | 1    | 1    | 2    |
| 복싱     | 1    | 1    | 2    |
| 체조     | 2    | 0    | 2    |
| 유도     | 0    | 1    | 1    |
| 조정     | 0    | 2    | 2    |
| 사격     | 1    | 0    | 1    |
| 수영     | 1    | 1    | 2    |
| 태권도   | 0    | 1    | 1    |
| 역도     | 1    | 1    | 2    |
| 전체     | 8    | 10   | 18   |

### 복싱
베트남은 1988년 서울 올림픽 이후 두 명의 복싱 선수를 출전시켰다. 2019년 동남아시아 아시아 게임에서 은메달을 수상한 응우옌 반 뎡은 요르단 암만에서 개최된 2020년 아시아-태평양 예선 토너먼트 준결승전에서 승리하여 페더급 위치를 지켜냈다. 북한이 올림픽에 출전하여 선수를 교체하는 동안 응우옌 티 탐은 올림픽에 참가하지 않았다.
| 선수         | 세부 종목     | 32강                      | 16강                        | 8강            | 준결승         | 결승           | 결승      |
| 선수         | 세부 종목     | 상대 선수 결과            | 상대 선수 결과              | 상대 선수 결과 | 상대 선수 결과 | 상대 선수 결과 | 순위      |
| 응우옌 반 뎡 | 남자 페더급   | 알리예프 (AZE) · 승 3–2   | 에르데네바트 (MGL) · 패 0–5 | 진출 실패      | 진출 실패      | 진출 실패      | 진출 실패 |
| 응우옌 티 탐 | 여자 플라이급 | 크라스티바 (BUL) · 패 2–3 | 진출 실패                   | 진출 실패      | 진출 실패      | 진출 실패      | 진출 실패 |

### 배드민턴
베트남은 세계 배드민턴 연맹의 순위 자료를 통해 올림픽 출전 토너먼트에서 두 명의 배드민턴 선수를 출전시켰다.
| 선수           | 종목      | 그룹/예선                           | 그룹/예선                            | 그룹/예선                     | 그룹/예선 | 16강          | 8강           | 준결승        | 결승/3위 결정전 | 결승/3위 결정전 |
| 선수           | 종목      | 상대선수 결과                       | 상대선수 결과                        | 상대선수 결과                 | 순위      | 상대선수 결과 | 상대선수 결과 | 상대선수 결과 | 상대선수 결과   | 순위            |
| 응우옌 티엔 민 | 남자 단식 | 안톤센 (DEN) · 패 (13–21, 13–21)    | 드비차요 (AZE) · 패 (14–21, 18–21)   | 빈칸                          | 3         | 진출 실패     | 진출 실패     | 진출 실패     | 진출 실패       | 진출 실패       |
| 응우옌 투이 린 | 여자 단식 | 치 슈페이 (FRA) · 승 (21–11, 21–11) | 타이 추 잉 (TPE) · 패 (16–21, 11–21) | 자케 (SUI) · 승 (21–8, 21–17) | 2         | 진출 실패     | 진출 실패     | 진출 실패     | 진출 실패       | 진출 실패       |

### 사격
베트남은 2020년 하계 올림픽에 할당받은 이후 한 명의 사격 선수를 출전시켰다.
| 선수         | 세부 종목    | 예선   | 예선 | 결선      | 결선      |
| 선수         | 세부 종목    | 스코어 | 순위 | 스코어    | 최종 순위 |
| 수안 빈 호앙 | 10m 공기권총 | 573    | 22   | 진출 실패 | 진출 실패 |

### 수영
베트남의 수영 선수들은 자격 기준을 달성하여 참가할 수 있게 되었다. (올림픽 예선(OQT) 중 각 종목별 2명의 수영 선수들과 잠재적으로 1명의 올림픽 출전 선수 선택 시간(OST) 포함)
| 선수             | 세부 종목         | 예선     | 예선 | 준결선    | 준결선    | 결선      | 결선      |
| 선수             | 세부 종목         | 기록     | 순위 | 기록      | 순위      | 기록      | 최종 순위 |
| 응우옌 후이 호앙 | 남자 800m 자유형  | 7:54.16  | 20   | 진출 실패 | 진출 실패 | 진출 실패 | 진출 실패 |
| 응우옌 후이 호앙 | 남자 1500m 자유형 | 15:00.24 | 12   | 진출 실패 | 진출 실패 | 진출 실패 | 진출 실패 |
| 응우엔 티안 비엔 | 여자 200m 자유형  | 2:05.30  | 26   | 진출 실패 | 진출 실패 | 진출 실패 | 진출 실패 |
| 응우엔 티안 비엔 | 여자 800m 자유형  | 9:03.56  | 30   | 진출 실패 | 진출 실패 | 진출 실패 | 진출 실패 |

### 양궁
| 선수                              | 세부 종목 | 랭킹 라운드 | 랭킹 라운드 | 64강             | 32강      | 16강      | 8강       | 준결승    | 결승 / 순위 결정전 | 결승 / 순위 결정전 |
| 선수                              | 세부 종목 | 점수        | 시드        | 상대 점수        | 상대 점수 | 상대 점수 | 상대 점수 | 상대 점수 | 상대 점수          | 최종 순위          |
| 응우옌 호앙 피 부                 | 남자 개인 | 647         | 53          | 탕 (TPE) · L 1–7 | 진출 실패 | 진출 실패 | 진출 실패 | 진출 실패 | 진출 실패          | 진출 실패          |
| 도 티 안 응우옛                   | 여자 개인 | 628         | 49          | 렌 (JPN) · L 5–6 | 진출 실패 | 진출 실패 | 진출 실패 | 진출 실패 | 진출 실패          | 진출 실패          |
| 응우옌 호앙 피 부 도 티 안 응우옛 | 혼성      | 1275        | 23          | 빈칸             | 빈칸      | 진출 실패 | 진출 실패 | 진출 실패 | 진출 실패          | 진출 실패          |

### 역도
| 선수         | 세부 종목 | 인상     | 인상     | 인상     | 용상     | 용상     | 용상     | 합계 | 합계 |
| 선수         | 세부 종목 | 1차 시기 | 2차 시기 | 3차 시기 | 1차 시기 | 2차 시기 | 3차 시기 | 기록 | 순위 |
| 탁 낌 뚜언   | 남자 61kg | 126      | 8        | 153      | DNF      | 126      | DNF      |      |      |
| 호앙 띠 두옌 | 여자 59kg | 95       | 5        | 113      | 5        | 208      | 5        |      |      |

### 육상
트랙 / 도로 경기
| 선수     | 세부 종목      | 1차 예선 | 1차 예선 | 2차 예선 | 2차 예선 | 준결선    | 준결선    | 결선      | 결선      |
| 선수     | 세부 종목      | 기록     | 순위     | 기록     | 순위     | 기록      | 순위      | 기록      | 최종 순위 |
| 꽉 티 란 | 여자 400m 허들 | 55.71    | 4 Q      | 56.78    | 6        | 진출 실패 | 진출 실패 | 진출 실패 | 진출 실패 |

### 유도
| 선수              | 세부 종목 | 64강전                  | 32강전              | 16강전              | 8강전               | 준결승              | 패자 부활전         | 결승 / 순위 결정전  | 최종 순위 | 최종 순위 |
| 선수              | 세부 종목 | 상대 선수 경기 결과     | 상대 선수 경기 결과 | 상대 선수 경기 결과 | 상대 선수 경기 결과 | 상대 선수 경기 결과 | 상대 선수 경기 결과 | 상대 선수 경기 결과 | 최종 순위 | 최종 순위 |
| 응우옌 티 탄 투이 | 여자 52kg | 치투 (ROU) · 패 000–100 | 진출 실패           | 진출 실패           | 진출 실패           | 진출 실패           | 진출 실패           | 진출 실패           | 진출 실패 |           |

### 조정
| 선수                    | 세부 종목         | 예선    | 예선 | 패자부활전 | 패자부활전 | 준준결선 | 준준결선 | 준결선  | 준결선 | 결선 | 결선      |
| 선수                    | 세부 종목         | 기록    | 순위 | 기록       | 순위       | 기록     | 순위     | 기록    | 순위   | 기록 | 최종 순위 |
| 딘 띠 하오 루옹 띠 타오 | 라이트급 더블스컬 | 7:36.21 | 4 R  | 7:53.69    | 5 FC       | 빈칸     | 빈칸     | 7:19.05 | 15     |      |           |

### 체조

#### 기계체조
남자 개인
| 선수       | 종목        | 예선 | 예선 | 예선 | 예선   | 예선   | 예선   | 예선   | 예선 | 결선      | 결선      | 결선      | 결선      | 결선      | 결선      | 결선      | 결선      |
| 선수       | 종목        | 기구 | 기구 | 기구 | 기구   | 기구   | 기구   | 총합   | 순위 | 기구      | 기구      | 기구      | 기구      | 기구      | 기구      | 총합      | 순위      |
| 선수       | 종목        | 마루 | 안마 | 링   | 도마   | 평행봉 | 철봉   | 총합   | 순위 | 마루      | 안마      | 링        | 도마      | 평행봉    | 철봉      | 총합      | 순위      |
| 레 싼 퉁   | 남자 도마   | 빈칸 | 빈칸 | 빈칸 | 13.483 | 빈칸   | 빈칸   | 13.483 | 19   | 진출 실패 | 진출 실패 | 진출 실패 | 진출 실패 | 진출 실패 | 진출 실패 | 진출 실패 | 진출 실패 |
| 레 싼 퉁   | 남자 철봉   | 빈칸 | 빈칸 | 빈칸 | 빈칸   | 빈칸   | 13.166 | 13.166 | 39   | 진출 실패 | 진출 실패 | 진출 실패 | 진출 실패 | 진출 실패 | 진출 실패 | 진출 실패 | 진출 실패 |
| 딘 프엉 탄 | 남자 평행봉 | 빈칸 | 빈칸 | 빈칸 | 빈칸   | 11.833 | 빈칸   | 11.833 | 43   | 진출 실패 | 진출 실패 | 진출 실패 | 진출 실패 | 진출 실패 | 진출 실패 | 진출 실패 | 진출 실패 |

### 태권도
| 선수            | 세부 종목   | 예선               | 16강전                        | 8강전            | 4강전                    | 패자부활전1      | 패자부활전2      | 결승 / 3,4위전   | 결승 / 3,4위전 |
| 선수            | 세부 종목   | 상대 선수 스코어   | 상대 선수 스코어              | 상대 선수 스코어 | 상대 선수 스코어         | 상대 선수 스코어 | 상대 선수 스코어 | 상대 선수 스코어 | 순위           |
| 뜨룽 띠 킴 투엔 | 여자 49kg급 | 용 (CAN) · 승 19–5 | 웅파타나키트 (THA) · 패 11–20 | 부전승           | 아비샤그 (ISR) · 패 1–22 | 진출 실패        | 진출 실패        | 진출 실패        | 진출 실패      |